# 16日
16日（じゅうろくにち）は、暦上の各月における16日目である。
各月の16日については下記を参照。
- 1月16日 - 1月16日 (旧暦)
- 2月16日 - 2月16日 (旧暦)
- 3月16日 - 3月16日 (旧暦)
- 4月16日 - 4月16日 (旧暦)
- 5月16日 - 5月16日 (旧暦)
- 6月16日 - 6月16日 (旧暦)
- 7月16日 - 7月16日 (旧暦)
- 8月16日 - 8月16日 (旧暦)
- 9月16日 - 9月16日 (旧暦)
- 10月16日 - 10月16日 (旧暦)
- 11月16日 - 11月16日 (旧暦)
- 12月16日 - 12月16日 (旧暦)

## 記念日・年中行事
- 一六日（ 日本） ※1か6のつく日
- 閻魔の縁日（ 日本）
- エコの日（ 日本 京都市）
京都市が制定。2005年2月16日に京都議定書が発効したことに因む。

## 天文
満月の平均日時は太陰暦で16日朝6時ごろである。ただし、「夜」を「日没後」と考えるなら、15日夜が16日夜より満月に近く、東アジアでは15日夜（十五夜）が伝統的に満月とされる。